# Жаркой, Семён
Семён Жарко́й  (? — ?) — забайкальский казак, полный Георгиевский кавалер, участник конвоев многих важнейших географических экспедиций конца XIX — начала XX века, старший урядник Верхнеудинского полка.

## Биография
Первой экспедицией Жаркого было 4-е и последнее Центрально-азиатское путешествие Н. М. Пржевальского. Видимо, планировалось участие Жаркого и в 5-й несостоявшейся экспедиции Пржевальского, по крайней мере он участвовал в экспедиции М. В. Певцова, который заменил Пржевальского на посту её руководителя.

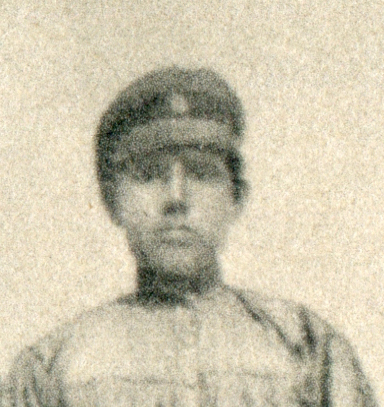
Семён Жаркой перед своей первой экспедицией, 4-м Центрально-азиатским путешествием Н. М. Пржевальского, 1884 г.

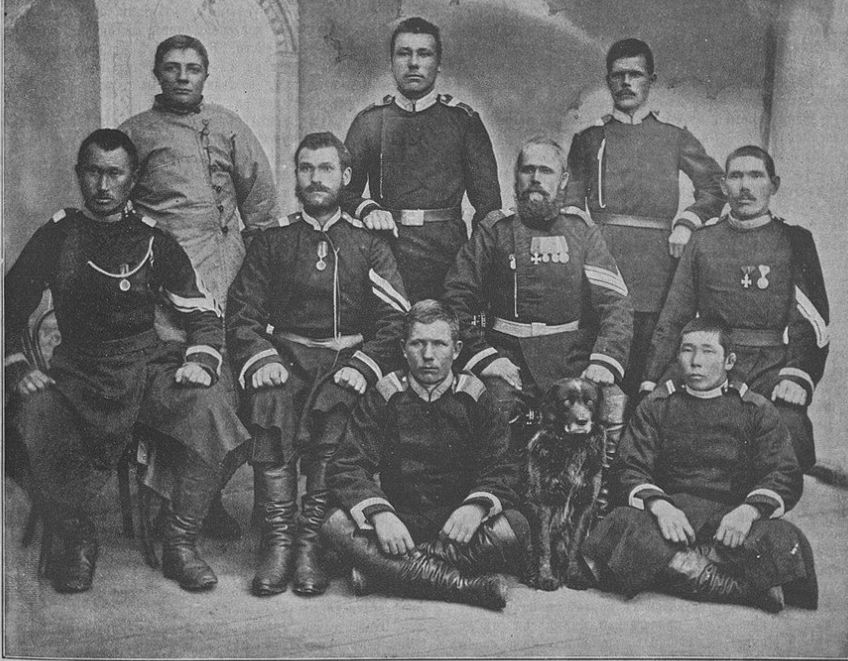
Участники экспедиции Роборовского. Слева направо, Первый ряд (сидят): Павел Замураев (младший унтер-офицер 4 Туркестанского стрелкового батальона), Гантып Буянтуев (младший урядник Забайкальского казачьего войска (ЗКВ)), Второй ряд (сидят): Бадьма Баинов (старший урядник ЗКВ), Николай Шестаков (старший урядник Семиреченского казачьего войска (СКВ)), Гавриил Иванов (унтер-офицер 2-го гренадёрского Ростовского полка), Семён Жаркой (старший урядник ЗКВ); Третий ряд (стоят) Илья Курилович (вольнонаёмный), Зиновий Смирнов (старший унтер-офицер 7-го гренадёрского Самогитского полка), Ефим Ворошилов (старший унтер-офицер 4 Туркестанского стрелкового батальона). В центре 1-го ряда экспедиционная собака «пойнтер» Яшка.

Перед экспедицией В. И. Роборовского имел чин младшего урядника. В 1895 году по возвращении из неё получил чин старшего урядника, имел один Георгиевский крест и медаль. Роборовский описывает бесстрашие Жаркого, проявленное вместе с другими участниками экспедиции при отражении набега тангутов: «Я же, как немощный, [Роборовский перенёс инсульт и был частично парализован] остался на бивуаке с Жарким, для прикрытия его [бивуака]. С правого фланга тангутов шла особенно учащённая стрельба. Туда Жаркой, по моему указанию, и направил свои выстрелы. <…> По отбитии фронтальной атаки и П. К. Козлов с людьми стал туда же направлять залпы. Скоро и эта сторона была очищена от тангутов. Бежавших тангутов мы преследовали выстрелами с бивуака до 3 000 шагов. Мы видели, как на расстоянии 2 000 шагов тангуты падали от наших выстрелов с лошадей <…>. Смелость и беззаветная отвага горсти русских людей устрашили массу тангутов, привыкших к разбоям и убийствам, и спасли экспедицию, удалённую от родной России на тысячи верст».
В первой экспедиции П. К. Козлова Жаркому как одному из самых опытных казаков поручалось сопровождать исследователей в независимых разъездах. Так, например, он прошёл с В. Ф. Ладыгиным за две недели 470 километров со съёмкой. Они пересекли Алтайский хребет на меридиане оз. Хара-усу, прошли к югу по р. Булган (верховья р. Урунгу, где обнаружили уникальное поселение бобров), повернули на восток до р. Барлыгин-гол, по перевалу Олин-даба вышли к оз. Хулму-нур, которое было местом встречи с основным отрядом. Оттуда Жаркой тут же отправился в очередной разъезд с А. Н. Казнаковым с условием встретиться через месяц на оз. Бон-Цаган-нур у впадения реки Байдарык. На протяжении путешествия по Тибету Жаркой попеременно с Телешовым вставал по утрам для охраны лагеря, так как тангуты чаще всего нападали в рассветные часы. Любопытная деталь — во время зимовки в бассейне Меконга в экспедиционном отряде появилась ручная макака-резус (Macaca mulatta lasiota), или «мандрил», как её неточно называл Козлов. «Мандрил» узнавал всех членов экспедиции в лицо, но на обратном пути, когда на перевале Джам-ла экспедиция попала в снежный шторм, из всех выбрал Жаркого, спрятавшись, как пишет Козлов, «под защиту его широкой теплой груди, где благополучно и просидел до <следующей> остановки каравана».
Жаркой — один из 12 полных Георгиевских кавалеров среди казаков Верхнеудинского казачьего полка, и один из двух (второй Пантелей Телешов), получивших это звание за участие в исследованиях Центральной Азии. В 1886 году награждён малой бронзовой медалью, а в 1896 — малой серебряной медалью Русского географического общества.

## Отзывы современников
В. С. Роборовский писал о роли в экспедиции старшего урядника Жаркого как одного из наиболее опытных помощников:

 Фельдфебель Гавриил Иванов, старший урядник Шестаков, старшие урядники Бадьма Баинов и Семён Жаркой, особенно полезные, как опытные; смелые люди, бывавшие в экспедициях Н. М. Пржевальского и М. В. Певцова, ставили интересы экспедиции выше собственных, а люди, бывшие в первый раз, старались не отставать в доблестях от уже бывалых товарищей и соревновать с ними. Воспоминания обо всех них будут всегда для меня дороги и приятны. Дай бог всем им на долгие лета здоровья и благополучия.

## В искусстве
Имя Семёна Жаркого проникло в роман В. В. Набокова "Дар", где в образе отца главного героя писатель воспел подвиг русских путешественников в Центральной Азии. В романе Жаркой помогает энтомологу Годунову-Чердынцеву коллектировать редкий вид бабочек рода Parnassius:

Я вижу, как, наклоняясь с седла,  среди грохота скользящих каменьев, он сачком на длинном древке зацепляет  с размаху и быстрым поворотом кисти закручивает (так,  чтобы  полный шуршащего  биения конец  кисейного мешка перелег  через обруч)  какого-нибудь  царственного  родственника  наших  аполлонов, рыщущим полетом несущегося  над опасными  осыпями; и не только он  сам, но  и другие наездники (младший урядник Семён Жаркой,  например, или бурят Буянтуев,  или еще тот представитель мой,  которого в  течение  всего  моего отрочества  я посылал  вдогонку  отцу), бесстрашно лепясь  по  скалам,  преследуют  белую, многоочитую  бабочку,  ловят  её, наконец;  - и  вот  она  в  пальцах отца, мертвая, с загнутым книзу, желтовато-волосистым, похожим на вербную сережку, телом и с кровавым крапом у корней сложенных крыльев, глянцевито хрустких с исподу.